# Izumrli jezici
Izumrli jezici, jezik koji više nema izvornih govornika.
Moguće je razlikovati dvije vrste smrti jezika:
U prvom slučaju jezik izumre, ali jezici (ili dijalekti) koji su se razvili iz njega dalje se koriste. Primjer: Latinski jezik, iz koga su se razvili romanski jezici.
U drugom slučaju jezik izumre bez da ostavi nasljedničkog jezika. U tim slučajevima govornici napuste svoj materinski jezik u korist nekog drugog jezika. Primjer: Koptski jezik kao govoreni jezik Egipta izumro je u 17. stoljeću a zamijenio ga je arapski. Koptski je i primjer za izumrli jezik koji se i dalje koristi — u ovom slučaju kao crkveni jezik egipatskih kršćana.
Nekoliko izumrlih jezika nastavljali su se upotrebljavati u književnosti, znanosti ili liturgiji. To su uz koptski npr. i latinski ili sanskrt.

## Uzroci
Neki je jezik ugrožen ako ga djeca više ne uče kao materinski jezik. Kad ga i stariji govornici prestanu govoriti ili umru taj se jezik smatra izumrlim. No, klasifikacija kao izumrli jezik ne znači nužno da taj jezik nema više nijednoga govornika. Izumrli jezici mogu biti dobro opisani i sačuvani u pisanim izvorima, a mogu imati i velik broj govornika koji su ih učili kao drugi ili strani jezik. Takav je slučaj npr. s latinskim. Smatra se izumrlim jezikom iako je čak i službeni jezik jedne države (Vatikana).
Jezik može izumrijeti zbog jezičnog pomaka. To je društveni (sociolingvistički) proces koji se događa postupno unutar jedne određene jezične zajednice. Govornici prestanu govoriti svojim materinskim jezikom i služe se nekim drugim jezikom.
Jezik može izumrijeti i zbog političkog pritiska. To namjerno uništavanje jednog jezika naziva se i lingvocid.

## Revitalizacija jezika
U vrlo rijetkim slučajima smrt jezika nije konačan rezultat jezičnog razvoja. Hebrejski je jezik primjer izumrlog jezika čija je revitalizacija uspjela tako da je danas ponovno živi jezik.

## Vanjske poveznice
- List of Extinct Languages  Arhivirana inačica izvorne stranice od 11. lipnja 2011. (Wayback Machine)
- MultiTree: Extinct Languages
- 573 extinct languages were found in the database:  Arhivirana inačica izvorne stranice od 6. siječnja 2009. (Wayback Machine)